# Menno de Nooij
Menno Antonie de Nooij, in het verzet bekend onder de naam Tonny, (Ede, 5 juli 1919 – aldaar, 25 april 1983) was een Nederlandse verzetsstrijder in de Tweede Wereldoorlog.

## Levensloop

### Voor de oorlog
De Nooij werd geboren in een gezin van acht kinderen. Zijn grootvader was schilder en begon een verffabriek in Ede. Het grootste deel van zijn nakomelingen volgde beroepsmatig in zijn voetsporen. Naast een verffabriek had de familie een eigen schildersbedrijf- en winkel. Ten tijde van de Tweede Wereldoorlog was Menno de Nooij verantwoordelijk voor de verfwinkel aan de Brouwerstraat in Ede. Daarnaast was De Nooij in 1935 een van de oprichters van de voetbalclub DTS'35.

### In de Tweede Wereldoorlog

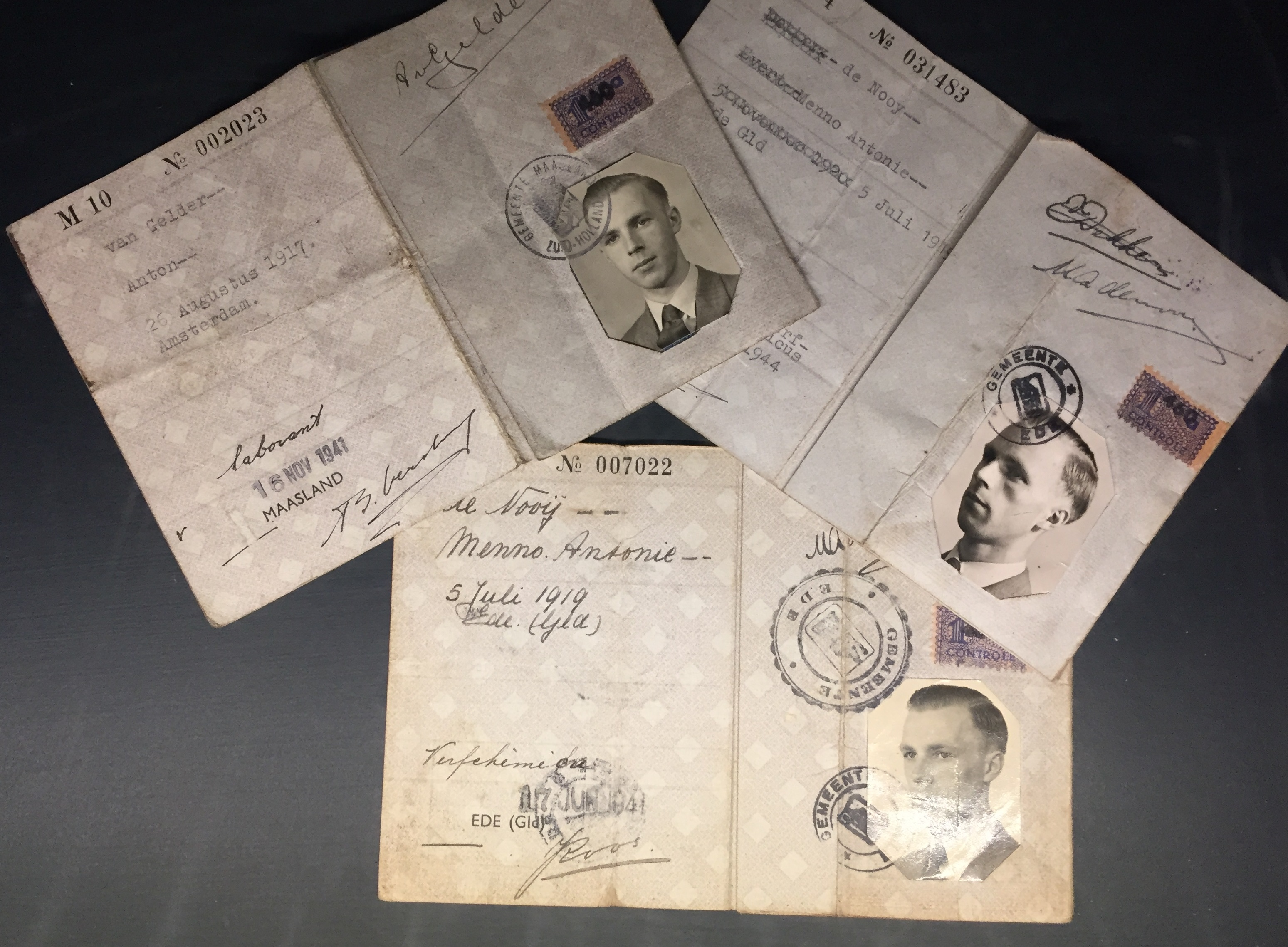
De echte en valse persoonsbewijzen van Menno de Nooij. Foto gemaakt in het Airborne Museum in Oosterbeek (2019).

Tijdens de oorlog ontstond er rondom De Nooij een verzetsgroep die zich in 1943 aansloot bij de Landelijke Organisatie voor Hulp aan Onderduikers. Ook De Nooijs broer Jan Andries was betrokken bij het verzet, evenals een groot deel van de bredere familie. Begin september 1944 gingen alle Edese verzetsgroepen op in de Binnenlandse Strijdkrachten. De Nooij maakte deel uit van de plaatselijke staf die onder leiding stond van Derk Wildeboer.
Diezelfde maand kreeg het Edese verzet het erg druk als gevolg van de door de geallieerden verloren Slag om Arnhem. Tijdens de gevechten nam de groep van De Nooij vijf Nederlandse SS'ers gevangen die op de vlucht waren geslagen. Zij werden gevangen gehouden in een schaapskooi. Veel Britse parachutisten bleven na de slag achter in de regio en werden opgevangen door het verzet. De schaapskooi was ook nodig voor de opvang. Bovendien was de kans op ontsnapping door een van de SS'ers aanwezig. De leiding van het verzet besloot daarop de SS'ers te executeren.
De Nooij speelde een belangrijke rol bij het onderbrengen van de soldaten. Zo werd de Engelse brigade-generaal John Hackett ondergebracht in het huis van zijn moeder. Ditzelfde gold voor een andere brigadegeneraal Gerald Lathbury. Er werd een plan ontworpen waarbij de achtergebleven parachutisten, aangevuld met Nederlandse verzetsmensen, het bruggenhoofd zouden vormen voor een geallieerde doorstoot over de Rijn. De Nooij reisde naar Nieuw-Reemst om nog meer para's te verzamelen. Vanuit Nijmegen kwam een telefoonbericht dat de geallieerden het plan niet zagen zitten. De Nooij was daarna medeverantwoordelijk voor het zoeken van een ontsnappingsroute waarlangs een groep van meer dan honderd parachutisten in de nacht van 22 op 23 oktober 1944 – tijdens Operatie Pegasus - over de Rijn ontsnapte.
Op 2 december 1944 ontliep De Nooij arrestatie op het nippertje. De Sicherheitsdienst was Abraham du Bois op het spoor. Zij stuurden de vertrouwensman Johnny de Droog er op uit om hem uit de tent te lokken. Op 1 december bezocht Du Bois samen met Hugo van Rappard de boerderij Wester Wetering, waar Du Bois was gezien. Zij deden zich voor als twee leden van het Wageningse verzet en zeiden dat ze de volgende dag voor Martien, de schuilnaam van Du Bois, zouden terugkeren. Du Bois vertrouwde het niet helemaal. Daarom sprak hij met De Nooij af de volgende dag de boerderij in de gaten te houden. De Nooij werd op weg naar Wester Wetering aangehouden voor te werk stelling in het kader van Organisation Todt. Om het moment dat hij zich er uit had gepraat was Du Bois samen met de verzetsman Henk Wildenburg al gepakt.
In de nacht van 8 op 9 maart 1945 gaf De Nooij leiding aan een voor het verzet rampzalig verlopen wapendropping in de buurt van Lunteren. Een week eerder was op hetzelfde terrein al een dropping gehouden. Vanuit Londen kwam de vraag of het veilig was op dezelfde plek een nieuwe dropping te houden. Ondanks enige aarzeling stemde het Edese verzet daarin toe. Het viel een NSB'er, die in de buurt woonde, op dat er die avond wel erg veel volk op pad was. Na afloop van de dropping arresteerden de Duitsers 19 verzetsmensen, waaronder verschillende leden van De Nooijs "eigen groep" (de broers Elbert en Barend Veenendaal, Cornelis Garritsen en Folkert Roosjen). De Nooij zelf wist met zijn neef Paul veilig thuis te komen, maar de gepakte leden van de groep werden een aantal dagen later bijna allemaal gefusilleerd.
In april 1945, een aantal dagen voor de bevrijding van Ede, vond er nog een arrestatiegolf plaats. Uit ondervragingen kwam de Sicherheitsdienst De Nooij op het spoor. Leo Heaps maakt er overigens melding van dat Ries Jansen in november 1944 al zeer actief jacht maakte op De Nooij. Hoe dan ook, De Nooij werd niet gepakt. In plaats daarvan werden tijdens die laatste arrestatiegolf zijn broer David en neef Henk de Nooij gearresteerd. Zij overleefden beiden de oorlog.

### Na de oorlog

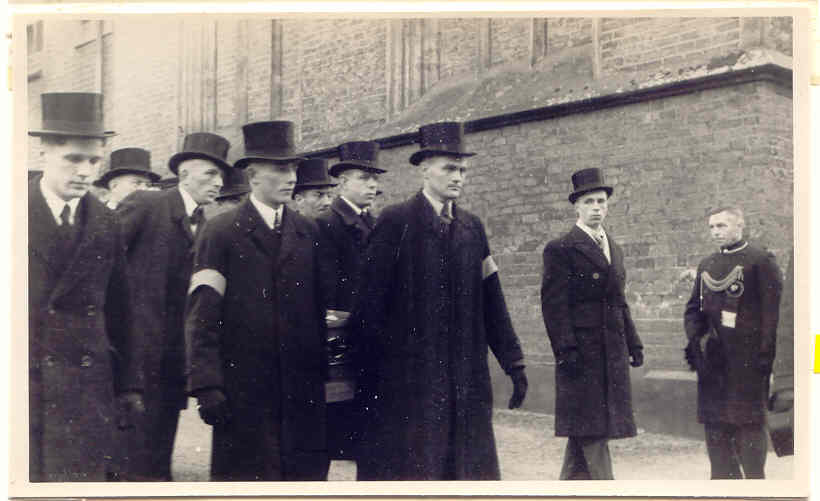
Op weg naar het Mausoleum waar de lichamen van meerdere omgekomen verzetsstrijders werden bijgezet. De Nooij is de drager aan de voorkant links (1945)

Voor zijn inzet ontving De Nooij in 1947 de Amerikaanse Medal of Freedom. De onderscheiding kreeg hij in Indonesië opgespeld door majoor-generaal Mattheus de Bruyne. Daar diende hij als luitenant in het Nederlandse leger om te voorkomen dat Nederlands-Indië onafhankelijk zou worden. Van de Nederlandse regering ontving hij het Verzetsherdenkingskruis.
De Nooij trouwde in 1950 met Atie Weijland (1927-2008), met wie hij een kind kreeg. Hij bekleedde onder andere verschillende bestuursfuncties binnen de Gereformeerde Kerk. In 1958 nam hij het directeurschap over van zijn oom Zwerus bij de verffabriek Macostan. Hij bleef aan als directeur tot 1980. Twee jaar na zijn dood deed de familie-De Nooij hun aandelen in de verffabriek van de hand.